# جک کانلی (بازیگر)
جک کانلی (به انگلیسی: Jack Conley) (زاده ۱۹۵۸) بازیگر آمریکایی است.
از فیلم‌های معروف او می‌توان به بازی در بازپرداخت، بوسه یهودا و مرا بزن اشاره کرد.